# 성동저널
성동저널은 서울특별시 성동구를 기반으로 2000년 등록·발행된 인터넷 신문이다.
(주)한강미디어가 운영하며, 대표이사이자 발행인 및 편집인은 안병욱이다.

## 개요
성동구 지역의 정치, 경제, 사회, 문화 등 다양한 분야의 지역 뉴스를 온라인으로 제공하며, 주민 참여형 콘텐츠를 지향한다.

## 연혁
2000년 7월 24일 – 인터넷 일간신문으로 정식 등록 및 발행. 등록번호 ‘서울 아 03543’.

## 소재지
- 본사: 성동구 행당동 319‑36 무학빌딩 5층 503호 (주)한강미디어[4]

## 주요 활동
- 2017년 9월 6일, 편집자문위원회와 한강타임즈 공동 주최 ‘호프데이’ 장학기금 마련 행사 개최.[5]